# Anna Favella
Anna Favella (Rome, 21 september 1983) is een Italiaanse actrice. Ze speelde in diverse films, maar is vooral bekend door haar rol als Elena Marsili in  Terra ribelle.